# 恋の雨音
「恋の雨音」（原題： Walking in the Rain）は、ザ・ロネッツが1964年に発表した楽曲。ローリング・ストーンの選ぶオールタイム・グレイテスト・ソング500（2010年版）では269位にランクされている。

## 概要
バリー・マンとシンシア・ワイルの夫婦ソングライター・チームにフィル・スペクターが加わって書かれた。1964年10月、シングルとしてスペクターのフィレス・レコードから発売された。編曲はジャック・ニッチェ。レコーディング・エンジニアを務めたラリー・レヴィン（Larry Levine）は本作品により、第7回グラミー賞の最優秀レコーディング技術賞（特別・新技術部門）にノミネートされた。
同年12月5日から12月12日にかけてビルボード・Hot 100の23位を2週連続で記録し、R&Bチャートでは28位を記録した。

## カバー・バージョン
- ウォーカー・ブラザーズ - 1967年のシングル。全英シングルチャートの26位を記録。
- ジェイとアメリカンズ - 1969年のシングル。ビルボード・Hot 100の19位を記録。
- パートリッジ・ファミリー - 1972年のアルバム『The Partridge Family Notebook』に収録。
- イレイジャー - 2003年のアルバム『Other People's Songs』に収録。